# Ливарне зварювання
Лива́рне зва́рювання — один з різновидів зварювання, сутність даного способу полягає в тому, що підготовлене місце зварювання заливається рідким перегрітим металом, заготовленим в окремому від виробу контейнері, наприклад тиглі. Процес зварювання подібний до виробництва виливків. Місце зварювання заформовують, сушать, іноді прожарюють, виріб підігрівають і заформований стик заливають заздалегідь підготовленим розплавленим, бажано перегрітим металом. У такий спосіб зварювали виробу із благородних металів, міді, бронзи (прикраси, посуд й інші), виготовляли свинцеві труби для водопроводів.
У цей час ливарне зварювання застосовується рідко, наприклад для виправлення чавунних виливків.